# Вільгельм Райсс
Вільгельм Райсс (нім. Wilhelm Reiss; 13 червня 1838, Мангейм — 29 вересня 1908, Кеніц) — німецький геолог та дослідник. Разом з Ангелем Ескобаром, він був першою людиною, що піднялася на Котопахі (1872 рік), а разом з Альфонсом Штюбелем він першим піднявся на Тунґурауа (1873 рік).

## Біографія
Він вивчав бізнес в Антверпені, але швидко змінив інтерес на геологію. У 1858—1860 роках займався науковими дослідженнями на острові Мадейра, Азорських і Канарських островах. Вивчав геологію у кількох німецьких університетах, та остаточно здобув ступінь доктора філософії у геології в 1864 році в Гайдельберзькому університеті.
На початку 1868 року разом з вулканологом Альфонсом Штюбелем вирушив на Гавайські острови, проте під час зупинки в Колумбії партнери захопилися Андами та наступні кілька років проводили вулканологічні, геологічні, етнографічні та археологічні дослідження в Колумбії, Еквадорі та Перу. У квітні 1876 Райсс повернувся до Німеччини, а Стюбель залишився, щоб продовжити дослідження в Уругваї, Аргентині, Чилі та Болівії.
З 1885 по 1887 роки Райсс керував Берлінським географічним товариством (Berliner Gesellschaft für Erdkunde), а в 1888 році став директором Берлінського антропологічного товариства (Berliner Gesellschaft für Anthropologie, Ethnologie und Urgeschichte). У 1892 році переїхав до селища Кеніц (біля міста Заальфельд), де й помер у 1908 році.

## Вибрані публікації
- Das Totenfeld von Ancón in Peru (Burial Grounds of Ancon in Peru), Berlin (1880—1886)
- Kultur und Industrie südamerikanischer Völker (Culture and Industry of South American People), Berlin (1889—1890)
- Reisen in Südamerika (Journey in South America), Berlin (1890)
- Geologische Studien in der Republik Columbia (Geological Studies in the Republic of Colombia), three volumes; Berlin (1892—1899)
- Das Hochgebirge der Republik Ecuador (The Highlands of the Republic of Ecuador), two volumes; Berlin (1892—1902)
- Ecuador 1870-74: petrographische Untersuchungen (Ecuador 1870-74: Petrographic Investigations), Berlin (1901)